# Hadrocryptus ditissimus
Hadrocryptus ditissimus är en stekelart som först beskrevs av Tosquinet 1903.  Hadrocryptus ditissimus ingår i släktet Hadrocryptus och familjen brokparasitsteklar. Inga underarter finns listade i Catalogue of Life.